# European Border Breakers Awards
 Hvert år anerkender European Border Breakers Awards (EBBA) ti musiktalenter eller grupper, som har haft succes med at nå ud til publikum uden for deres eget land med deres internationale debutalbum inden for det seneste år. Tidligere vindere af European Border Breakers Award omfatter blandt andet Adele, Tokio Hotel, The Baseballs, Zaz, Lykke Li, Milow, Katie Melua, Damian Rice, Caro Emerald, Stromae og Mumford & Sons.

## Organisation
EBBA-prisen blev lanceret af Europa-Kommissionen og er en pris, der uddeles af EU. Udvælgelsen og prisoverrækkelsen arrangeres af Noorderslag Foundation, der arbejder for at fremme udbredelsen af europæisk popmusik.

## Partnere
- European Broadcasting Union (EBU)[4]
- European Talent Exchange Program (ETEP), der har oprettet et netværk for populære europæiske musikfestivaler, der gør det lettere at booke europæiske bands fra andre lande.[4] Programmet informerer også medierne om talentfulde europæiske musikere.[5]

## Udvælgelse af vinderne
De nominerede musikere eller grupper til European Border Breakers Awards udvælges ud fra følgende kriterier:
- Musikerens succes med sin internationale debutplade i andre europæiske lande end sit hjemland inden for det seneste år.
- Hvor meget spilletid musikeren har fået på radiokanaler, der hører under European Broadcasting Union (EBU).
- Musikerens succes på europæiske festivaler (ETEP) uden for hjemlandet.[6]

## Publikumsprisen
Siden 2010 er der også blevet afholdt en onlineafstemning, der afgør, hvilken EBBA-vinder der, ud over den "almindelige" pris, skal modtage publikumsprisen. Første vinder var den belgiske singer-songwriter Milow. I 2011 vandt det tyske rock'n'rollband The Baseballs prisen.

## Prisuddelingen
Siden 2009 har prisuddelingen fundet sted hvert år i januar på Eurosonic Noorderslag-festivalen i den hollandske by Groningen med BBC-værten og musikeren Jools Holland som vært. EBBA-vinderne optræder live i løbet af showet samt på selve festivalen. Tidligere års vindere inviteres til at optræde som special guests. Ceremonien optages af den hollandske offentlige tv-station NOS/NTR og sendes via kanalen NET3. Showet vises hvert år på adskillige europæiske tv-kanaler.

## Baggrund
EBBA blev lanceret af Europa-Kommissionen i 2004. Formålet med prisen er at fremme udbredelsen af popmusik på tværs af grænserne og understrege Europas store musikalske mangfoldighed. European Border Breakers Awards støttes gennem EU's kulturprogram, der har til formål at fremme grænseoverskridende mobilitet for musikere og professionelle kulturarbejdere, øge den tværnationale udbredelse af kunstneriske og kulturelle frembringelser og forbedre den interkulturelle dialog.

## Liste over vindere

### Vindere af EBBA-prisen 2004
| Land           | Musiker       | Album                |
| -------------- | ------------- | -------------------- |
| Belgien        | Lasgo         | Some Things          |
| Danmark        | Saybia        | The Second You Sleep |
| Tyskland       | Masterplan    | Masterplan           |
| Frankrig       | Carla Bruni   | Quelqu'un m'a dit    |
| Storbritannien | The Darkness  | Permission To Land   |
| Irland         | The Thrills   | So Much For The City |
| Italien        | Tiziano Ferro | Rosso Relativo       |
| Portugal       | Mariza        | Fado Em Mim          |
| Spanien        | Las Ketchup   | Hijas del Tomate     |

### Vindere af EBBA-prisen 2005
| Land           | Musiker         | Album                        |
| -------------- | --------------- | ---------------------------- |
| Danmark        | The Raveonettes | Chain gang of love           |
| Tyskland       | Wir sind Helden | Die Reklamation              |
| Finland        | Redrama         | Every Day Soundtrack         |
| Frankrig       | Corneille       | Parce que l'on vient de loin |
| Storbritannien | Katie Melua     | Call Off the Search          |
| Irland         | Damien Rice     | O                            |
| Italien        | Benny Benassi   | Hypnotica                    |
| Polen          | Myslovitz       | Korova Milky Bar             |
| Sverige        | Ana Johnsson    | The Way I Am                 |

### Vindere af EBBA-prisen 2006
| Land           | Musiker             | Album                |
| -------------- | ------------------- | -------------------- |
| Belgien        | Sarah Bettens       | Scream               |
| Danmark        | Hush                | A Lifetime           |
| Tyskland       | Juli                | Es ist Juli          |
| Frankrig       | Amel Bent           | Un jour d'été        |
| Storbritannien | KT Tunstall         | Eye to the Telescope |
| Irland         | Hal                 | Hal                  |
| Sverige        | Arash               | Boro Boro            |
| Spanien        | Bebe                | Pafuera Telanaras    |
| Ungarn         | Heaven Street Seven | Get Out And Walk!    |

### Vindere af EBBA-prisen 2007
| Land           | Musiker            | Album                |
| -------------- | ------------------ | -------------------- |
| Belgien        | Gabriel Ríos       | Ghostboy             |
| Tyskland       | Tokio Hotel        | Schrei               |
| Frankrig       | Ilona Mitrecey     | Un monde parfait     |
| Grækenland     | Elena Paparizou    | My Number One        |
| Storbritannien | Corinne Bailey Rae | Corinne Bailey Rae   |
| Irland         | Celtic Woman       | Celtic Woman         |
| Italien        | Vittorio Grigolo   | In the Hands of Love |
| Polen          | Blog 27            | Lol                  |
| Sverige        | José González      | Veneer               |
| Spanien        | Beatriz Luengo     | Beatriz Luengo       |

### Vindere af EBBA-prisen 2008
| Land           | Musiker            | Album                              |
| -------------- | ------------------ | ---------------------------------- |
| Belgien        | Reborn             | Fools Rush In                      |
| Danmark        | Dúné               | We are in there, you are out there |
| Finland        | Sunrise Avenue     | On The Way To Wonderland           |
| Frankrig       | Ayo                | Joyful                             |
| Tyskland       | Cascada            | Everytime We Touch                 |
| Irland         | Dolores O'Riordan  | Are You Listening?                 |
| Polen          | Hemp Gru           | Klucz                              |
| Spanien        | Miguel Ángel Muñoz | M.A.M.                             |
| Sverige        | Basshunter         | LOL <(^^,)>                        |
| Storbritannien | The Fratellis      | Costello Music                     |

### Vindere af EBBA-prisen 2009
| Land           | Musiker        | Album                                  |
| -------------- | -------------- | -------------------------------------- |
| Frankrig       | Aaron          | Artificial Animals Riding on Neverland |
| Storbritannien | Adele          | 19                                     |
| Danmark        | Alphabeat      | Alphabeat                              |
| Tyskland       | Cinema Bizarre | Final Attraction                       |
| Frankrig       | The Dø         | A Mouthfull                            |
| Holland        | Kraak & Smaak  | Boogie Angst                           |
| Danmark        | Ida Corr       | One                                    |
| Sverige        | Lykke Li       | Youth Novels                           |
| Irland         | The Script     | The Script                             |
| Storbritannien | The Ting Tings | We Started Nothing                     |

### Vindere af EBBA-prisen 2010
| Land           | Musiker            | Album               |
| -------------- | ------------------ | ------------------- |
| Belgien        | Milow              | Milow               |
| Storbritannien | Charlie Winston    | Hobo                |
| Tyskland       | Peter Fox          | Stadtaffe           |
| Østrig         | Soap&Skin          | Lovetune for Vacuum |
| Estland        | Kerli              | Love Is Dead        |
| Sverige        | Jenny Wilson       | Hardships           |
| Portugal       | Buraka Som Sistema | Black Diamond       |
| Frankrig       | Sliimy             | Paint Your Face     |
| Holland        | Esmée Denters      | Outta Here          |
| Italien        | Giusy Ferreri      | Gaetana             |

Vinder af publikumsprisen: Milow

### Vindere af EBBA-prisen 2011
| Land           | Musiker        | Album                                |
| -------------- | -------------- | ------------------------------------ |
| Danmark        | Aura Dione     | Columbine                            |
| Tyskland       | The Baseballs  | Strike                               |
| Frankrig       | Zaz            | ZAZ                                  |
| Norge          | Donkeyboy      | Caught                               |
| Rumænien       | Inna           | Hot                                  |
| Østrig         | Saint Lu       | Saint Lu                             |
| Storbritannien | Mumford & Sons | Sigh No More                         |
| Sverige        | Miike Snow     | Miike Snow                           |
| Holland        | Caro Emerald   | Deleted Scenes From The Cutting Room |
| Belgien        | Stromae        | Cheese                               |

Vinder af publikumsprisen: The Baseballs

### Vindere af EBBA-prisen 2012
| Land           | Musiker                | Album                |
| -------------- | ---------------------- | -------------------- |
| Østrig         | Elektro Guzzi          | Elektro Guzzi        |
| Belgien        | Selah Sue              | Selah Sue            |
| Danmark        | Agnes Obel             | Philharmonics        |
| Frankrig       | Ben l’Oncle Soul       | Soulman              |
| Tyskland       | Boy                    | Mutual Friends       |
| Irland         | James Vincent McMorrow | Early in the Morning |
| Holland        | Afrojack               | Lost and Found       |
| Rumænien       | Alexandra Stan         | Saxobeats            |
| Sverige        | Swedish House Mafia    | Until One            |
| Storbritannien | Anna Calvi             | Anna Calvi           |

Vinder af publikumsprisen: Selah Sue

### Vindere af EBBA-prisen 2013
| Land           | Kunstner                  | Album                       |
| -------------- | ------------------------- | --------------------------- |
| Danmark        | Nabiha                    | More Cracks                 |
| Estland        | Ewert and the Two Dragons | Good Man Down               |
| Finland        | French Films              | Imaginary Future            |
| Frankrig       | C2C                       | Tetra                       |
| Island         | Of Monsters and Men       | My Head Is an Animal        |
| Nederlandene   | Dope D.O.D.               | Branded                     |
| Portugal       | Amor Electro              | Cai o Carmo e a Trindade    |
| Spanien        | Juan Zelada               | High Ceilings & Collarbones |
| Sverige        | Niki & The Dove           | Instinct                    |
| Storbritannien | Emeli Sandé               | Our Version of Events       |

### Vindere af EBBA-prisen 2014
| Land           | Kunstner      | Album                                    |
| -------------- | ------------- | ---------------------------------------- |
| Østrig         | GuGabriel     | Anima(L)                                 |
| Danmark        | Lukas Graham  | Lukas Graham                             |
| Frankrig       | Woodkid       | The Golden Age                           |
| Tyskland       | Zedd          | Clarity                                  |
| Island         | Ásgeir        | Dýrð í dauðaþögn                         |
| Irland         | Kodaline      | In a Perfect World                       |
| Nederlandene   | Jacco Gardner | Cabinet of Curiosities                   |
| Norge          | Envy          | The Magic Soup and the Bittersweet Faces |
| Sverige        | Icona Pop     | This Is... Icona Pop                     |
| Storbritannien | Disclosure    | Settle                                   |

### Vindere af EBBA-prisen 2015
| Land           | Kunstner           | Album                    |
| -------------- | ------------------ | ------------------------ |
| Østrig         | Klangkarussell     | Netzwerk                 |
| Belgien        | Mélanie De Biasio  | No Deal                  |
| Danmark        | MØ                 | No Mythologies to Follow |
| Frankrig       | Indila             | Mini World               |
| Tyskland       | Milky Chance       | Sadnecessary             |
| Irland         | Hozier             | Hozier                   |
| Nederlandene   | The Common Linnets | The Common Linnets       |
| Norge          | Todd Terje         | It's Album Time          |
| Sverige        | Tove Lo            | Queen of the Clouds      |
| Storbritannien | John Newman        | Tribute                  |

Vinder af Publikumsprisen: The Common Linnets
Pris for bedste optræden ved festivalen (uddelt for første gang)): Jungle

### Vindere af EBBA-prisen 2016
| Land           | Kunstner                 | Album                         |
| -------------- | ------------------------ | ----------------------------- |
| Belgien        | Oscar and the Wolf       | Entity                        |
| Frankrig       | Christine and the Queens | Chaleur Humaine               |
| Tyskland       | Robin Schulz             |                               |
| Irland         | SOAK                     | Before We Forgot How to Dream |
| Letland        | Carnival Youth           | No Clouds Allowed             |
| Nederlandene   | Kovacs                   |                               |
| Norge          | AURORA                   |                               |
| Spanien        | Álvaro Soler             | Eterno Agosto                 |
| Sverige        | Seinabo Sey              | Pretend                       |
| Storbritannien | Years & Years            | Communion                     |

Vinder af Publikumsprisen: Carnival Youth

### Vindere af EBBA-prisen 2017
| Land           | Kunstner           |
| -------------- | ------------------ |
| Albanien       | Era Istrefi        |
| Østrig         | Filous             |
| Finland        | Jaakko Eino Kalevi |
| Frankrig       | Jain               |
| Tyskland       | Namika             |
| Irland         | Walking on Cars    |
| Nederlandene   | Natalie La Rose    |
| Norge          | Alan Walker        |
| Spanien        | Hinds              |
| Storbritannien | Dua Lipa           |

Vinder af Publikumsprisen: Dua Lipa

### 2018
| Land           | Artist                      |
| -------------- | --------------------------- |
| Belgien        | Blanche                     |
| Bulgarien      | Kristian Kostov             |
| Danmark        | Off Bloom                   |
| Frankrig       | The Blaze                   |
| Finland        | Alma                        |
| Tyskland       | Alice Merton                |
| Norge          | Sigrid                      |
| Portugal       | Salvador Sobral             |
| Sverige        | Skabelon:Interlanguage link |
| Storbritannien | Youngr                      |

Public Choice Award: Kristian Kostov

## Eksterne links
- Oficielt website Arkiveret 26. juli 2012 hos  Wayback Machine
- EBBA på Europa-Kommissionens kulturportal
- Eurosonic Noorderslags website